# 布達佩斯喜劇劇場

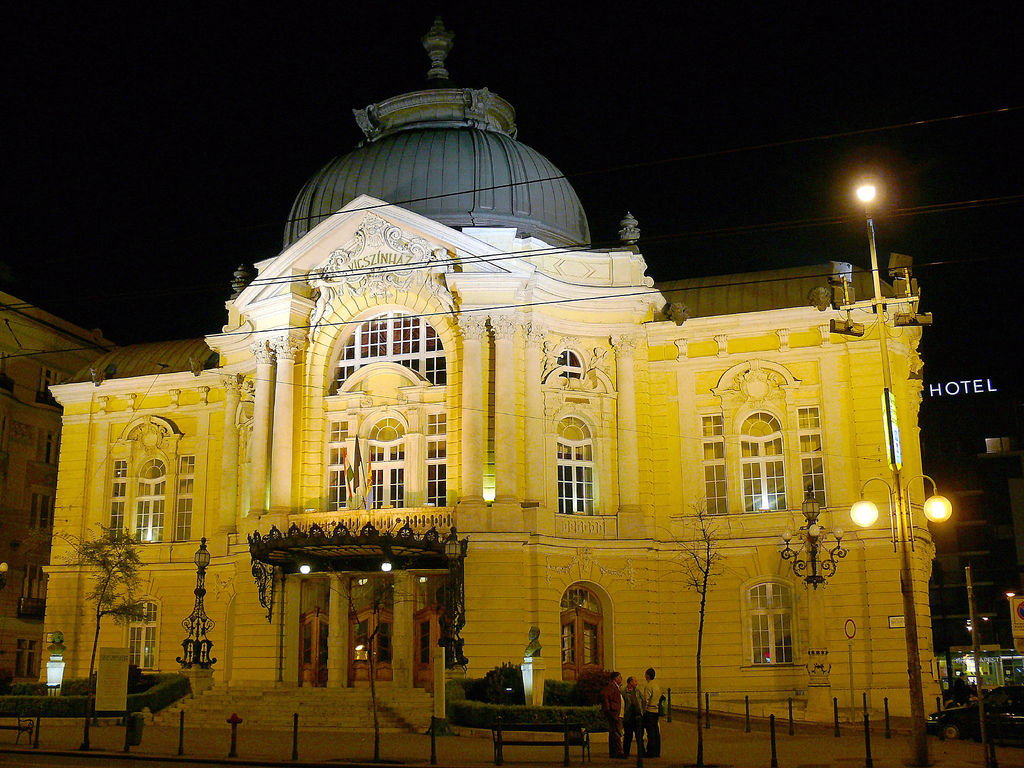
布達佩斯喜劇劇場

布達佩斯喜劇劇場（匈牙利語：Vígszínház）是匈牙利首都布達佩斯的劇場之一。和保守的國家劇院相對，布達佩斯喜劇劇場是匈牙利戲劇界的先驅之一，也是布達佩斯歷史最古老的劇院之一。布達佩斯喜劇劇場平均每年售出約35萬張門票。

## 外部連結
- Official home page of the Comedy Theatre （页面存档备份，存于）
- The history of the theatre by Emese Patkós (PDF file downloadable from the page) （页面存档备份，存于）